# 北國分站
北國分站（日语：／ Kita-kokubun eki */?）是位於千葉縣市川市堀之內，屬於北總鐵道北總線的鐵路車站。車站編號是HS03。本站的副站名為堀之內貝塚。

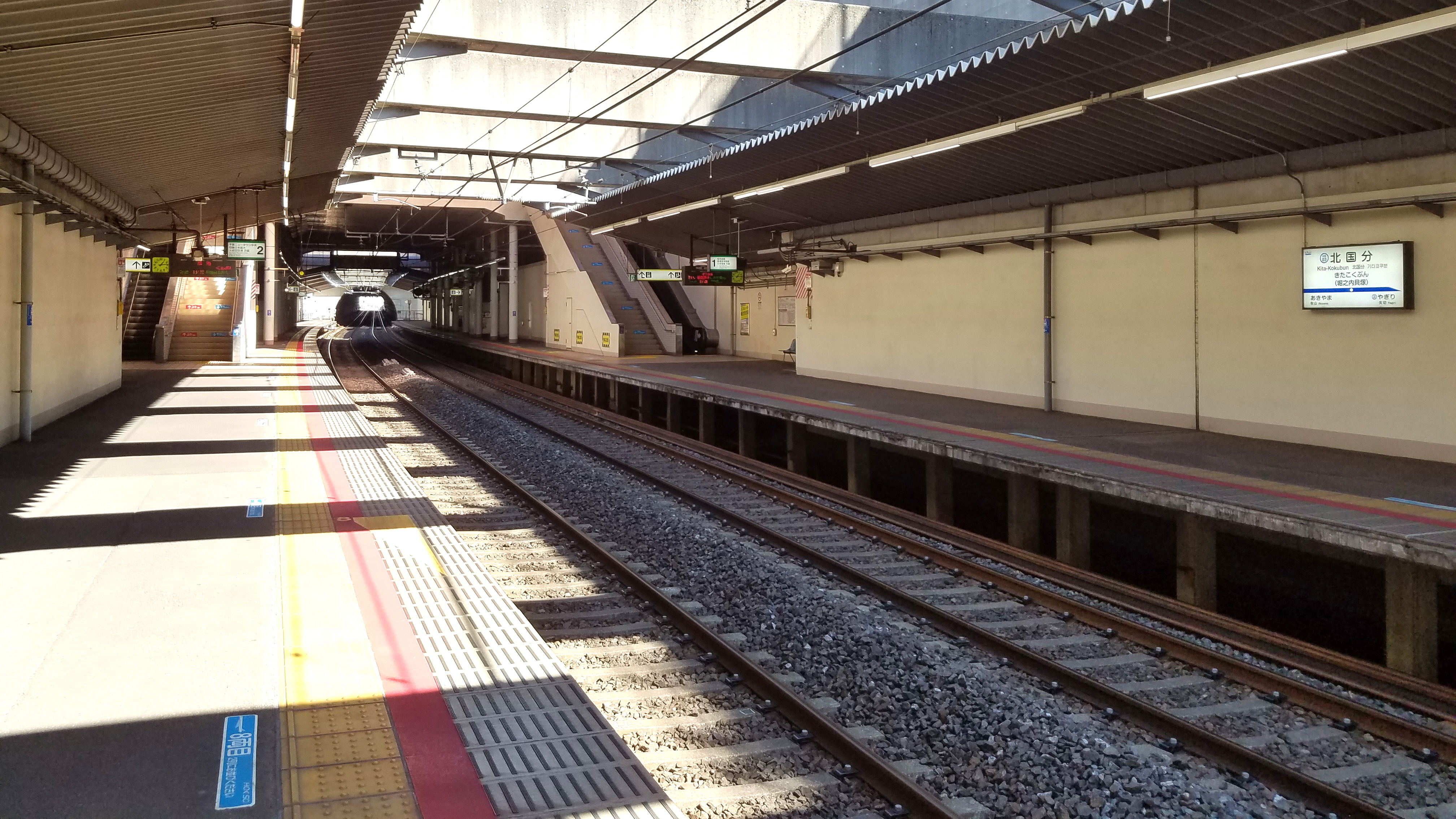
月台(2019年10月)

## 年表
- 1991年（平成3年）3月31日 - 開業。
- 2010年（平成22年）7月17日 - 設立車站編號（HS03）。

## 車站結構
本站為地塹的半地下構造，是北總線地表距離月台面最深的（11.7公尺）。地下2樓是對向式月台2面2線。閘口、車站大廳和廁所皆設於於地下1樓。

### 月台配置
| 月台 | 路線   | 方向 | 目的地                                                               |
| ---- | ------ | ---- | -------------------------------------------------------------------- |
| 1    | 北總線 | 上行 | 高砂、押上、上野、淺草、日本橋、西馬込、 品川、 羽田機場、橫濱方向   |
| 2    | 北總線 | 下行 | 東松戶、新鎌谷、千葉新城中央、 印西牧原、印旛日本醫大、 成田機場方向 |

## 使用情況
- 2015年度的1日平均上下車人次為7,872人。此站是北總線內只有各站停車列車停靠的車站當中使用人數最多的車站[2]。

近年的一日平均上車人次推移如下表。
| 年度   | 一日平均 上車人次 |
| ------ | ----------------- |
| 2007年 | 3,634             |
| 2008年 | 3,750             |
| 2009年 | 3,753             |
| 2010年 | 3,798             |
| 2011年 | 3,708             |
| 2012年 | 3,799             |
| 2013年 | 3,939             |
| 2014年 | 3,918             |

## 相鄰車站
北總鐵道
 北總線
■特急、■急行
通過
■普通
矢切（HS02）－北國分（HS03）－秋山（HS04）
※與成田Sky Access線共用路段，但此站沒有京成電鐵運行的列車停靠。。

## 外部連結
- 北國分站（页面存档备份，存于） - 北總鐵道